# Toon Clynhens
Toon Clynhens (Hever, 9 februari 2001) is een Belgisch wielrenner die in 2023 prof werd bij Team Flanders-Baloise.

## Carrière
Als tweedejaars junior werd Clynhens achtste in de Ronde van Vlaanderen voor junioren.
In 2021 werd Clynhens derde in het eindklassement van de Vredeskoers voor beloften, nadat hij in in de tweede etappe, een bergrit met aankomst op Dlouhé stráně, tweede was geworden. Wel was hij de beste in het jongerenklassement. Later dat jaar werd hij onder meer zevende in de Ronde van Lombardije voor beloften.
In 2023 werd Clynhens prof bij Team Flanders-Baloise, nadat hij eind 2023 stage had gelopen bij Team Arkéa Samsic. Zijn debuut voor de ploeg maakte hij op Mallorca, waar hij deelnam aan vier van de vijf manches van de Challenge Mallorca. Zijn debuut in de World Tour volgde in april van dat jaar, toen hij aan de start stond van Luik-Bastenaken-Luik.

## Overwinningen
2021
Jongerenklassement Vredeskoers

## Resultaten in voornaamste wedstrijden
| Jaar | Amstel Gold Race | Luik-Bast.‑Luik | Waalse Pijl |
| ---- | ---------------- | --------------- | ----------- |
| 2023 |                  | opgave          |             |
| 2024 | opgave           | opgave          |             |
| 2025 |                  |                 | 103e        |

## Ploegen
- 2022 –  Team Elevate p/b Home Solution Soenens
- 2022 –  Team Arkéa Samsic (stagiair vanaf 1 augustus)
- 2023 –  Team Flanders-Baloise
- 2024 –  Team Flanders-Baloise
- 2025 –  Team Flanders-Baloise

Anacona · Barguil · Barré (vanaf 1/8) · Bouet · Bouhanni · Capiot · Declercq · Delaplace · Edet · Flórez · Gesbert · Grondin · Guernalec · Guglielmi · Hardy · Hofstetter · Ledanois · Louvel · McLay · Noppe · Owsian · Pajur · Pichon · D. Quintana · N. Quintana · Ries · Riou · Russo · Swift · Vauquelin · Verre · Clynhens (stagiair) · Costiou (stagiair) · Thierry (stagiair)
Apers · Berckmoes · Bonneu · Braet · Claeys · Clynhens · Colman · De Pestel · De Vylder · De Wilde · Dens · Fretin · Gerits · Hesters · Maris · Van Hemelen · Van Poucke · Vandenbranden · Vanhoof · Verwilst
Bonneu · Claeys · Clynhens · Colman · Craps · De Vylder · De Wilde · Dejaegher · Dens · Deweirdt · Gerits · Hesters · Maris · Van Hemelen · Van Poucke · Vandenbranden · Vandenstorme · Vandevelde · Vanhoof · Vercouillie